# Fosfodiesterasa 11
La fosfodiesterasa 11 HGNC PDE11A  (EC 3.1.4.17) es una enzima que cataliza la reacción de hidrólisis del fosfato cíclico del adenosín monofosfato cíclico (cAMP) y del guanosín monofosfato cíclico (cGMP), que son reguladores clave de muchos procesos fisiológicos importantes.
cAMP + H2O {\displaystyle \rightleftharpoons } AMP
cGMP + H2O {\displaystyle \rightleftharpoons } GMP
Esta enzima es uno de los 11 tipos de fosfodiesterasas cíclicas conocidos (PDE1-PDE11). En el ser humano se conoce una isozima de esta proteína (PDE11A) y cuatro isoformas (Q9HCR9-1, Q9HCR9-2, Q9HCR9-3 y Q9HCR9-4). Participa en la transducción de señales regulando la concentración intracelular de los nucleótidos cíclicos cAMP y cGMP.

## Cinética
Como cofactores cada subunidad se une a dos cationes metálicos divalentes. El sitio de unión 1 se une preferentemente a iones zinc, mientras que el sitio 2 tiene preferencia por el magnesio y/o manganeso.
La PDE11A es inhibida por la 3-isobutil-1-metilxantina (IBMX), zaprinast y dipiridamol. Es inhibida débilmente por el sildenafilo (Viagra) y por el tadalafilo (Cialis), sin embargo, como la proteína probablemente no se expresa en los testículos, esta inhibición no es biológicamente relevante y no se relaciona con la disfunción eréctil. El cGMP actúa como activador alostérico. La proteína contiene dos dominios tipo GAF que son la región de unión del cGMP alostérico.
|                                                        | Isoforma 1, Q9HCR9-1 | Isoforma 2, Q9HCR9-2 | Isoforma 3, Q9HCR9-3 | Isoforma 4, Q9HCR9-4 |
| ------------------------------------------------------ | -------------------- | -------------------- | -------------------- | -------------------- |
| KM cAMP (µM)                                           | 3.0                  | 3.0                  | 3.3                  | 1.04                 |
| Vmax cAMP (pmol/min/µg enzyme)                         | 270                  |                      |                      | 120                  |
| KM cGMP (µM)                                           | 1.4                  | 1.5                  | 3.7                  | 0.52                 |
| Vmax cGMP (pmol/min/µg enzyme)                         | 3.6                  |                      |                      | 3.9                  |
| Tabla 1. Constantes cinéticas de la fosfodiesterasa 11 |                      |                      |                      |                      |

## Expresión
La localizació celular de la enzima es el citosol. La isoforma 1 está presente en la próstata, glándula pituitaria, corazón e hígado. No está presente ni en los testículos ni en el pene. La isoforma 2 puede que sea expresada en los testículos. La isoforma 4 es expresada en la corteza adrenal.

## Relevancia clínica
Los defectos en PDE11A son causa de la enfermedad primaria de pigmentación nodular adrenocortical tipo 2 (PPNAD2). Esta enfermedad es un defecto raro adrenal bilateral que causa síndrome de Cushing independiente de la hormona adrenocorticotropa. La PPNAD2 se caracteriza por glándulas adrenales con peso y tamaño por encima de lo normal, y la presencia de múltiples nódulos de pequeño tamaño de color desde amarillento a marrón oscuro rodeados por una corteza de apariencia uniforme.